# Luciano Salce
Luciano Salce (Roma, 25 de setembro de 1922 – Roma, 17 de dezembro de 1989) foi um diretor de cinema italiano que trabalhou no Brasil junto com Adolfo Celi para a Vera Cruz, dirigindo Floradas na Serra (1954) e Uma Pulga na Balança (1953).

## Filmografia parcial

### Ator
- Un americano in vacanza, de Luigi Zampa (1946)
- Caiçara, voz, de Adolfo Celi, Tom Payne e John Waterhouse (1950)
- Ângela, de Tom Payne e Abilio Pereira de Almeida (1951)
- Terra É Sempre Terra, de Tom Payne (1952)
- Floradas na Serra (1954) (também director)
- Piccola posta, de Steno (1955)
- Angela, de Edoardo Anton e Dennis O'Keefe (1955)
- Guardia, ladro e cameriera, de Steno (1956)
- Totò nella luna, de Steno (1958)
- Tipi da spiaggia, de Mario Mattoli (1959)
- I baccanali di Tiberio, de Giorgio Simonelli (1960)
- La ragazza di mille mesi, de Steno (1961)
- Il federale (1961) (também director)
- Il carabiniere a cavallo, de Carlo Lizzani (1961)
- La voglia matta (1962) sem créditos
- Il giorno più corto, de Sergio Corbucci (1962)
- La cuccagna (1962) sem créditos
- Gli onorevoli, de Sergio Corbucci (1963)
- Le ore dell'amore, sem créditos (1963)
- Oggi, domani, dopodomani, episódio "L'ora di punta", de Eduardo De Filippo (1965)
- Le dolci signore, de Luigi Zampa (1967)
- Oh dolci baci e languide carezze, de Mino Guerrini (1969)
- Basta guardarla (1970) (também director)
- Non commettere atti impuri, de Giulio Petroni (1971)
- Mazzabubù… Quante corna stanno quaggiù?, de Mariano Laurenti (1971)
- Homo Eroticus, de Marco Vicario (1971)
- Il prete sposato, de Marco Vicario (1971)
- Anche se volessi lavorare, che faccio?, de Flavio Mogherini (1972)
- Ettore lo fusto, de Enzo G. Castellari (1972)
- La signora è stata violentata!, de Vittorio Sindoni (1973)
- Bisturi la mafia bianca, de Luigi Zampa (1973)
- Un uomo, una città, de Romolo Guerrieri (1974)
- Nipoti miei diletti, de Franco Rossetti (1974)
- Uomini duri, de Duccio Tessari (1974)
- Commissariato di notturna, de Guido Leoni (1974)
- Il domestico, de Luigi Filippo D'Amico (1974)
- Son tornate a fiorire le rose, régia di Vittorio Sindoni (1975)
- Di che segno sei?, de Sergio Corbucci (1975)
- Perdutamente tuo… mi firmo Macaluso Carmelo fu Giuseppe, de Vittorio Sindoni (1976)
- L'affittacamere, de Mariano Laurenti (1976)
- I prosseneti, de Brunello Rondi (1976)
- Ride bene… chi ride ultimo, episódios "La visita di controllo" de Marco Aleandri e "Sedotto e abbandonato" de Pino Caruso (1977)
- La presidentessa (1977) (também director)
- Maschio latino cercasi, de Giovanni Narzisi (1977)
- Tanto va la gatta al lardo…, de Marco Aleandri (1978)
- Ridendo e scherzando, de Marco Aleandri (1978)
- Voglia di donna, de Franco Bottari (1978)
- Belli e brutti ridono tutti, de Domenico Paolella (1979)
- Una moglie, due amici, quattro amanti, de Michele Massimo Tarantini (1980)

### Director
- Uma Pulga na Balança (1953)
- Floradas na Serra (1954)
- Il federale (1961)
- La voglia matta (1962)
- La cuccagna (1962)
- Le pillole di Ercole (1962)
- Le monachine (1963)
- Le ore dell'amore (1963)
- Alta infedeltà, episódio "La sospirosa" (1964)
- Slalom (1965)
- Oggi, domani, dopodomani, episódio "La moglie bionda" (1965)
- Le fate, episódio "Fata Sabina" (1966)
- El Greco (1966)
- Come imparai ad amare le donne (1966)
- Ti ho sposato per allegria (1967)
- La pecora nera (1968)
- Colpo di stato (1969)
- Il prof. dott. Guido Tersilli primario della clinica Villa Celeste convenzionata con le mutue (1969)
- Basta guardarla (1970)
- Il provinciale (1971)
- Il sindacalista (1972)
- Io e lui (1973)
- Alla mia cara mamma nel giorno del suo compleanno (1974)
- L'anatra all'arancia (1975)
- Fantozzi (1975)
- Il secondo tragico Fantozzi (1976)
- La presidentessa (1977)
- Il… Belpaese (1977)
- Professor Kranz tedesco di Germania (1978)
- Dove vai in vacanza?, episódio "Sì buana" (1978)
- Riavanti… Marsch! (1979)
- Rag. Arturo De Fanti, bancario precario (1980)
- Vieni avanti cretino (1982)
- Vediamoci chiaro (1984)
- Quelli del casco (1987)